# 中国人民解放军空降兵第四十五师
空降兵第四十五师（英語：45th Airborne Division），是一个曾经存在的中国人民解放军空降兵师，2017年被拆分。

## 历史概述
该师前身为1947年8月成立的中野第九纵队第二十七旅，后历经数次改革为第十五军第四十五师。
1951年3月入朝作战。1952年参与上甘岭战役，第四十五师第一三五团二营六连六班通讯员黄继光在中国人民志愿军的进攻部队受到机枪巢火力压制的时候负责爆破任务，他投掷了一枚手雷，但由于机枪巢火力太大，只炸毁了半边机枪巢。当进攻部队趁势发起冲击时，残存机枪巢内的2支机枪又突然疯狂扫射，志愿军进攻部队的冲锋受到阻止。这时，黄继光再次负伤倒下。天就要亮了，这时黄继光身边已无弹药，身体又多处受伤，最终他顽强爬向火力点，用身体挡住了2支机枪枪口，使得后续部队能够攻下高地。黄继光被中国人民志愿军领导机关追记特等功，并授予“特级英雄”称号（另一特级英雄是杨根思）；所在部队党委追认他为中国共产党正式党员；朝鲜民主主义人民共和国最高人民会议常任委员会授予他“朝鲜民主主义人民共和国英雄”称号和金星奖章、一级国旗勋章。是四十五师出现的最为脍炙人口的英雄模范。
1961年第四十五师跟随第十五军转隶空军，改编为空降兵师。1985年缩编为旅，1992年又重新扩编为师。该师为最早装备俄制BMD-3伞兵战车的部队， 取代43空降师成为三个空降师中唯一的机械化师（彼时43师装备的ASU-57已开始退役）。进入21世纪后，该师亦是最早换装ZBD-03伞兵战车的部队。2017年被拆分，下属第一三三团、一三四团扩编为旅，第一三二团被裁撤。

## 沿革[3]
- 中原野战军第九纵队第二十七旅——（1947年8月-1949年2月）
- 中国人民解放军第十五军第四十五师——（1949年2月-1961年3月14日）[註 1]
- 空降兵第十五军第四十五师——（1961年3月14日-1985年10月）
- 空降兵第十五军第四十五旅——（1985年10月-1992年6月）
- 空降兵第十五军第四十五师——（1992年6月-2017年2月）

## 编制
在2017年被拆分前，空降兵第四十五师下辖：
- 空降兵第一三二团（炮兵团）
- 空降兵第一三三团
- 空降兵第一三四团

## 荣誉
曾被授予榮譽稱號的單位有：
上甘嶺特功八連：原空降兵第十五軍第四十五師第一三四團三營八連
黃繼光英雄連：原空降兵第十五軍第四十五師第一三三團二營六連